# Гири, Тулси
Тулси Гири (англ. Tulsi Giri; непальск. तुलसी गिरि; 26 сентября 1926 — 18 декабря 2018) — непальский политический деятель середины XX и начала XXI века.

## Образование
Получил образование в колледже Сури Видьясагар, расположенном в Западной Бенгалии.

## Политическая карьера
Гири начал свою политическую карьеру в составе Непальской конгрессистской партии. В 1959 году стал членом правительства Б. П. Коиралы, в августе 1960 года покинул пост.
После королевского переворота в декабре 1960 года Тулси Гири стал первым премьер-министром (26 декабря 1960 — 23 декабря 1963 года в период диктатуры короля Махендры. Затем дважды был председателем совета министров (фактически премьер-министром) Непала — с 26 декабря 1964 по 26 января 1965 года; с 1 декабря 1975 по 12 сентября 1977 года. После второго срока на посту председателя совета министров, Тулси Гири начинает постепенно удаляться с политической сцены Непала и в 1991 году вовсе уходит с неё.
В 2005 году во время диктатуры Гьянендры король просит его вернуться и предлагает вновь занять пост председателя совета министров, который возводил его на положение второго человека в государстве после самого Гьянендры. Тулси Гири принял это предложение и в течение всего периода диктатуры занимал эту должность.

## Период вне политической сцены
После того, как в 1991 году Тулси Гири ушёл на пенсию, покинув все государственные посты, он желал отдохнуть от многолетних постоянных проблем, связанных с политикой, к которым он имел самое прямое отношение, так как долгое время занимал руководящие посты. На пенсии Тулси Гири решил посвятить себя самосовершенствованию. С этой целью он переехал на Шри-Ланку, где принял крещение и стал свидетелем Иеговы, обратившись в веру жены. Проведя там несколько лет, решил вернуться на родину. Но к политическим делам он вернулся ненадолго, Тулси Гири снова в скором времени ушел на отдых.
Умер 18 декабря 2018 года в своём доме в Будханилканте, Катманду, в возрасте 92 лет от рака печени.